# Talasoterapija
Talasoterapija je uporaba morske vode in ostalih produktov morja v terapiji najrazličnejših indikacij v zdravstvene, sprostitvene in kozmetične namene. Produkti morja se uporabljajo v preventivne in kurativne namene v rehabilitaciji, kozmetiki, predvsem pa na področju wellnessa. Zagovorniki jo priporočajo pri stanjih po poškodbah in operativnih posegih gibalnega sistema, revmatičnih in nevroloških težavah, težavah s kožo, pri ginekoloških obolenjih in bolezni dihal. Učinkovitost talasoterapije ni široko sprejeta in ni bila nikoli znanstveno dokazana.

## Talasoterapija v Sloveniji
V Sloveniji talasoterapijo izvajajo v različnih termah in spa centrih, terapevtski program pa vključujejo kopeli, obloge in masaže s slanico, morsko vodo, solinskim blatom in morsko soljo. Talasoterapija naj bi pomagala dvigniti splošno odpornost, čeprav je široko uporabljena tudi pri lepotnih in kozmetičnih tretmajih, prav tako pri hujšanju. Pri talasoterapiji veliko vlogo igra tudi morska klima, zato je veliko centrov, ki prakticirajo talasoterapijo ob morju. Morska klima naj bi pripomogla k večji psihični sprostitvi in lažjemu okrevanju in lajšanju najrazličnejših zdravstvenih težav, zato talasoterapevti kot del terapije priporočajo že sam sprehod ob morju in preživljanje prostega časa v bližini morja. Pomembna sta tudi kakovost morske vode in naravno okolje, ki mora biti čim bolj čisto.

## Princip delovanja
Glavni princip delovanja talasoterapije naj bi bil, da ponavljajoča izpostavljenost morskemu zraku, vodi, morskemu blatu in morskim algam, ki so bogate s proteini, pomaga telesu obnoviti naravno kemično ravnovesje. Eden začetnikov talasoterapije je bil britanski zdravnik iz 18. stoletja Richard Russell, ki je svojim pacientom svetoval pitje morske vode in kopanje v morju. V 19. stoletju je pa biolog Rene Quinton dokončno osnoval talasoterapijo, ko je primerjal fizične in fiziološke lastnosti morskega okolja z notranjostjo človeškega telesa in zaključil, da sta si morska voda in človeška plazma precej podobna. Ko se človek potopi v toplo morsko vodo, telo skozi kožo absorbira potrebne minerale, kot so magnezij, natrij, kalij, kalcij in jod.

Alge, morska sol in morsko blato so še posebej bogati z minerali in mikroelementi. Zagovorniki talasoterapije trdijo, da imajo te življenjsko pomembne snovi velik vpliv na kožo in vezivno tkivo. Naj bi gladile gube, napenjale kožo ter ji podarjajale mehkobo, poskrbele pa naj bi tudi za lesketajoče lase. Spodbujajo prekrvavitev, odvajajo škodljive snovi, izboljšajo preskrbo s kisikom in pospešijo obnavljanje celic.

Sodobna talasoterapija se je razvila v Franciji: od Bretanije do Azurne obale se vrstijo zdravilišča, ki so se specializirale za terapije z morsko vodo. V zadnjem času je talasoterapija našla svoje mesto tudi v luksuznih hotelih, spajih, wellness centrih in se je uveljavila kot del ponudbe za sprostitev in kot sredstvo za razvajanje in bojevanje proti stresu. 
Blagodejni učinki talasoterapije se pokažejo po od devet do dvanajst dni trajajoči kuri, ponoviti pa bi jo morali dvakrat letno.

## Produkti morja, ki se uporabljajo v talasoterapiji

### Slanica (aqua madre)
Slanica je gosto koncentrirana tekočina, ki nastaja pri naravnem pridobivanju soli v solinah po odstranitvi kristalizirane soli. Vsebuje tudi ilovico z dna bazena, vsebuje pa visoko koncentracijo sulfatov, broma, joda in magnezija. Pred uporabo naj slanice ne bi bilo potrebno čistiti in filtrirati, je pa pomembno, da se jo pridobiva na naraven način, da ne vsebuje dražilnih alergenov. 

Zagovorniki talasoterapije jo priporočajo pri odpravljanju bolečin v sklepih in mišicah, bolečin revmatskega in degenerativnega izvora, pri mravljinčenju in krčih v rokah in nogah, vrtoglavici, zmanjšani gibljivosti sklepov ali po zlomih in operacijah na gibalnem sistemu. Inhalacijo slanice priporočajo pri kroničnih vnetjih dihalnih poti in pljuč (pri bronhitisih, astmi), saj naj bi blažila kronični kašelj, prav tako naj bi inhalacija slanice pomagala skrajšati čas okrevanja pri različnih virusnih obolenjih. Priporočajo jo tudi pri kadilcih in tistih, ki se od kajenja odvajajo. 

### Solinsko blato (fango)
Fango je s slanico obogatena istrska ilovica črnikaste barve, ki je pastozna, mehka in homogena. Ilovica se v solinah navzame mineralov iz slanice v izredno visokih koncentracijah. V terapevtske namene se izkorišča toplotni in kemični učinek blata – uporabljajo se predhodno segrete blatne obloge, ki jih nanesemo na obolela mesta, ali pa blatne kopeli (kopeli fango), kjer je solinsko blato pomešano še z morsko vodo in slanico. V obeh primerih moramo po uporabi blato zavreči, uporablja se samo za eno nego.

Solinsko blato se priporoča pri degenerativnih spremembah gibalnega sistema (bolečine v hrbtenici, vratu, križu, sklepih), pri mišičnih bolečinah, kroničnem revmatizmu in težavah s kožo (akne, psoriaza). Ravno zadnja indikacija pa je pospešilla tudi razvoj uporabe solinskega blata v kozmetične namene. Imelo naj bi odličen vpliv na kožo, jo mehčalo in blažilo akne, prav tako pa se uporablja tudi kot piling, pomagalo pa naj bi tudi pri odstranjevanju celulita, razstrupljanju telesa in pospešenim izločanjem znoja in odpadnih snovi iz telesa. 

### Morska voda
Naravne morske kopeli naj bi ugodno vplivale na telo, izboljšale prekrkvavitev in presnovo. V najrazličnejših centrih ponujajo širok spekter kopeli v morski vodi, ki naj bi lajšale okrevanje in razgibavanje po poškodbah in ortopedskih operacijah.

### Morske alge
Obloge telesa z morskimi algami se uporabljajo predvsem v kozmetične in lepotne namene, pomagale naj bi pri oblikovanju telesa, zmanjševanju obsega na določenih delih telesa in odstranjevanju celulita, koža naj bi bila po uporabi bolj napeta in prožna. Priporočajo jih tudi pri kroničnem revmatizmu, saj naj bi delovale blažilno in spodbujale devolavnje celega telesa. 

## Uporaba kombinacij produktov morja
Uporabljajo se tudi najrazličnejše kombinacije teh produktov morja z masažami, pilingi, oblogami, na primer: 
- podvodna masaža: v posebni kadi, napolnjeni z morsko vodo, balneoterapevt masira telo s pomočjo vodnega curka – deluje protibolečinsko in pomaga pri hujšanju in odpravi celulita
- piling masaža z morsko soljo in eteričnimi olji: z očiščevalnim pilingom odstranimo odmrle celice s telesa, z mešanico naravnih eteričnih olj pa dosežemo, da koža postane gladka in odišavljena
- fango obloga z morsko kopeljo: najprej dele telesa obložijo s solinskim blatom in soljo, nato pa terapijo nadaljujejo v morski kopeli - celoten program naj bi blažil bolečine in deluje blagodejno na kožo
- obloga iz alg in morska kopel: po dvajsetih minutah učinkovanje obloge iz alg, postopek nadaljujejo v morski kopeli – program priporočajo za oblikovanje in učvrstitev telesa in odstranjevanje celulita.

## Solna savna
V wellness centrih postaja vse bolj popularna tudi solna savna, kjer je temperatura od 60 do 65 °C in 30% vlaga. Solna savna je blaga oblika savnanja z blagodejnim učinkom na gibalni sistem in dihalne poti. Po začetnem 15 minutnem segrevanju na temperaturi 65 °C se začne razstrupljanje telesa in s tem krepitev odpornosti, z nadaljnim postopkom natiranja telesa z naravno soljo, pa se koži privošči še piling, s čimer povečamo prekrvavljenost in izboljšamo izgled kože. Solno savno priporočajo kot uvodni postopek za preostale savne, ki so po tovrstnem pilingu učinkovitejše. Pri zelo občutljivi in poškodovani koži zadostuje že samo segrevanje v solni kabini.